# Германско-катарские отношения
Германско-катарские отношения — двусторонние дипломатические отношения между Германией и Катаром, установленные в 1973 году.

## Дипломатические представительства
В 2005 году Катар открыл посольство в Берлине. В 2017 году послом Катара в Германии стал Сауд бин Абдулрахман Аль Тани. У Германии есть посольство в Дохе, которое с 2017 года возглавляет Ганс-Удо Музел.

## Дипломатические визиты
В 1999 году эмир Катара Хамад бин Халифа Аль Тани посетил Германию, что стало первым в истории официальным визитом главы Катара в эту страну. В 2001 году Федеральный президент ФРГ Йоханнес Рау совершил государственный визит в Катар, а в 2002 году премьер-министр Нижней Саксонии Зигмар Габриэль посетил эту страну. В 2005 году Герхард Шрёдер стал первым федеральным канцлером Германии, который осуществил официальный визит в Катар в ходе которого стороны подписали соглашение о безопасности.
В сентябре 2017 года эмир Катара Тамим бин Хамад Аль Тани осуществил государственный визит в Германию, где провёл переговоры с канцлером Ангелой Меркель насчёт катарского дипломатического кризиса. Ангела Меркель выразила серьёзную обеспокоенность по поводу дипломатического кризиса и отсутствия какого-либо быстрого прогнозируемого разрешения проблемы.

## Дипломатические отношения

### Политика
В августе 2014 года федеральный министр экономического сотрудничества и развития Германии Герд Мюллер заявил, что Катар финансирует боевиков ИГИЛ. Правительство Германия прокомментировало, что сожалеет о сказанном Гердом Мюллером, и что не желает каких-либо недоразумений в отношениях с Катаром. На следующий день после того, как Германия прокомментировала заявление министра Мюллера, власти Катара осудили действия ИГИЛ и заявили, что не предоставляет никакого финансирования этой группировке.

### Катарский дипломатический кризис
6 июня 2017 года министр иностранных дел Германии Зигмар Габриэль осудил бойкот Катара, организованный правительством Саудовской Аравии. В июле 2017 года Зигмар Габриэль призвал участников блокады уважать права Катара как суверенного государства и приветствовал благоразумное поведение катарцев в условиях дипломатического кризиса.
5 июля 2017 года правительство Катара согласилось предоставить германским спецслужбам практически всю имеющуюся у них информацию по финансированию террористических группировок для устранения возможного недопонимания в отношениях.

### Военное сотрудничество
В апреле 2013 года Катар подписал контракт с германской оборонной компанией Krauss-Maffei Wegmann на сумму 2,5 миллиарда долларов США на поставку 62 танков Леопард 2. К октябрю 2016 года около половины танков была доставлена в Катар.

### Бизнес и инвестиции
Катар осуществил крупномасштабные инвестиции в некоторые из наиболее известных германских компаний, в том числе Volkswagen, Siemens и Deutsche Bank.
В 2000 году основан Германско-катарский бизнес-форум, а в 2007 году была создана совместная экономическая комиссия между двумя странами. В 2015 году на долю Германии приходилось 7,3 % объёма внешней торговли Катара. Основной экспорт Катара в Германию — это сжиженный природный газ. Основным экспортным товаром Германии в Катар являются автомобили и машинное оборудование.

### Искусство и культура
В 2017 году в Катаре был год культуры Германии, организованный по инициативе Управления музеев Катара, для укрепления культурных связей между странами. Первым совместным мероприятием стало выступление Катарского филармонического оркестра под управлением германского дирижера Дэвида Нимана. Они играли как германскую, так и катарскую музыку в оперном театре Катара.